# Wydział Pedagogiczno-Artystyczny Uniwersytetu im. Adama Mickiewicza w Poznaniu
Wydział Pedagogiczno-Artystyczny Uniwersytetu im. Adama Mickiewicza w Poznaniu (WP-A UAM) – jedna z 4 filii Uniwersytetu im. Adama Mickiewicza w Poznaniu z siedzibą w Kaliszu, założona w 1960 jako Studium Nauczycielskie im. Marii Konopnickiej w Kaliszu. Kształci na kierunkach humanistycznych i artystycznych na studiach stacjonarnych i niestacjonarnych.
Filia mieści się w czterech budynkach w Kaliszu i w jednym w Jarocinie (Stacja Naukowo-Dydaktyczna).
W roku akademickim 2010/2011 na wydziale kształciło się 2 058 studentów, co dawało mu dziewiąte miejsce wśród wydziałów uczelni.

## Poczet dziekanów
1. dr hab. Jerzy Rubiński (2002–2007)
2. prof. dr hab. Marian Walczak (2007–2012)
3. dr hab. Mirosław Śmiałek (2012–2016)
4. dr hab. Piotr Łuszczykiewicz (2016–2024)
5. dr Radosław Nawrocki (od 2024)

## Władze Wydziału
W kadencji 2024–2028:
| Stanowisko                                        | Imię i nazwisko        |
| ------------------------------------------------- | ---------------------- |
| Dziekan                                           | dr Radosław Nawrocki   |
| Prodziekan ds. nauki i współpracy międzynarodowej | dr hab. Artur Skweres  |
| Prodziekan ds. sztuki i współpracy z otoczeniem   | dr hab. Izabela Rudzka |
| Prodziekan ds. studenckich i kształcenia          | dr Mirosława Kanar     |

## Kształcenie
Uczelnia daje możliwość podjęcia nauki na siedmiu kierunkach pierwszego stopnia, pięciu kierunkach drugiego stopnia, a także na studiach podyplomowych i jednolitych 5-letnich (rok akad. 2023/2024) 
- Edukacja artystyczna w zakresie Sztuki muzycznej
- Edukacja artystyczna w zakresie Sztuk plastycznych
- Filologia polska
- Filologia: (anglistyka) z pedagogiką
- Filologia: (anglistyka) w edukacji
- Informacja naukowa i Bibliotekoznawstwo
- Ochrona dóbr kultury
- Ochrona dóbr kultury specjalność turystyka kulturowa
- Pedagogika
- Pedagogika przedszkolna i wczesnoszkolna

## Struktura

### Zakłady
| Zakład                                                                | Kierownik                      |
| --------------------------------------------------------------------- | ------------------------------ |
| Zakład Arteterapii                                                    | dr hab. Hanna Ograbisz-Krawiec |
| Zakład Edukacji Muzycznej                                             | dr hab. Agnieszka Sobczak      |
| Zakład Edukacji Plastycznej                                           | dr hab. Maciej Guźniczak       |
| Zakład Edukacji Środowiskowej                                         | dr hab. Kazimierz Wojnowski    |
| Zakład Filologii Angielskiej                                          | prof. dr hab. Mirosław Pawlak  |
| Zakład Informacji Naukowej                                            | dr Ligia Henczel               |
| Zakład Muzyki Organowej i Sakralnej                                   | prof. dr hab. Andrzej Ryłko    |
| Zakład Nauk o Edukacji                                                | dr Radosław Nawrocki           |
| Zakład Ochrony Dziedzictwa Kulturowego i Komunikacji Międzykulturowej | dr hab. Michał Jarnecki        |
| Zakład Studiów Polonistycznych i Komunikacji Medialnej                | dr hab. Piotr Łuszczykiewicz   |

### Pozostałe jednostki
| Jednostka                   | Kierownik             |
| --------------------------- | --------------------- |
| Laboratorium Języków Obcych | dr Agnieszka Gołębiak |